# Happy Wheels
Happy Wheels é um jogo online criado por Jim Bonacci, em 2010. O jogo apresenta vários personagens jogáveis que usam diferentes veículos, por vezes atípicas veículos para atravessar os níveis do jogo. O jogo é mais conhecido por sua violência gráfica e da quantidade de conteúdo gerado pelo usuário produz seus jogadores em uma base regular. Atualmente o criador Jim Bonacci esta criando uma versão javascript que será lançada assim que a versão flash do Chrome ser desativado.

## Personagens
Os jogadores podem escolher a partir de uma série de personagens para jogar como:
- Wheelchair Guy (Idoso em uma cadeira de rodas a jato)
- Segway Guy (Homem, aparentemente executivo, em um segway)
- Irresponsible Dad (Homem em uma bicicleta carregando seu filho em uma cadeira)
- Effective Shopper (Mulher obesa em um carrinho de compras motorizado)
- Moped Couple (Um casal em uma motocicleta, inspirado no filme Le fabuleux destin d'Amélie Poulain)
- Lawnmower Man (Homem obeso, calvo em um cortador de grama dirigível que pode cortar pessoas e frutas)
- Explorer Guy (Homem em um carrinho de minas que pode anexar a trilhos, inspirado na cena do filme Indiana Jones and the Temple of Doom)
- Santa Claus (Papai Noel em um trenó com presentes atrás, com dois duendes o puxando à sua frente, mas que pode se mover sozinho)
- Pogostick Man (Homem em um pula-pula)
- Irresponsible Mom (Mulher em uma bicicleta, carregando seu bebê em uma cesta à sua frente e com sua filha pedalando uma bicicleta reboque que pode se separar e cada uma se mover sozinha)
- Heporibilderbeso em um autogiro, cujas hélices podem dilacerar e matar pessoas e frutas.

## Jogabilidade
O slogan de Happy Wheels (Rodas Felizes) é "Escolha seu piloto inadequadamente preparado, e ignore as consequências graves em sua busca desesperada pela vitória!" A mecânica de jogabilidade varia devido à escolha de personagem e o design do nível. No entanto, o jogador está sempre voltado para a direita e seus veículos podem se mover para frente e para trás. As personagens também podem ser ejetadas de seus veículos (Z), no entanto depois de deixar seu veículo elas não têm a capacidade de ficar de pé ou andar (ainda podendo se movimentar usando técnicas de engatinhamento).
O objetivo do jogo também varia de acordo com o nível. Em alguns níveis, há o objetivo de chegar a uma linha de chegada designada. No entanto, alguns níveis não têm linhas de acabamento, e têm objetivos alternativos (ou nenhum objetivos em tudo), como aquelas que requerem a tentativa do jogador para matar um alvo, ou obter moedas espalhadas pela fase.
Revisores notaram que Happy Wheels exibe violência gráfica em sua jogabilidade. Por exemplo, os jogadores podem ser decapitados, empalados, atingidos, ou esmagados por diferentes obstáculos. Perda de membros e perda de sangue animado também são elementos gráficos. O sangue tem física aplicada, mas sem colisão com outros objetos. A qualidade do sangue pode ser trocada nas opções, entre:
- Grupos de pontinhos
- Grupos de traços
- Partículas que se juntam em um só objeto(como na vida real)
- O mesmo da 3, mas com reflexos de luz e transparência

Os jogadores também têm a opção de fazer upload de replays de suas tentativas de nível. Replays podem ser, então, vistos e avaliados por outros jogadores. Happy Wheels contém um editor de níveis, e permite aos jogadores criar níveis personalizados. Os usuários têm uma grande variedade de ferramentas e objetos para construir seus níveis. Eles são capazes de apresentar os seus mapas, que podem ser jogados por todos os outros usuários.

## Disponibilidade
A versão completa do Happy Wheels está disponível apenas no site original Jim Bonacci, a versões de demonstração do jogo estão licenciados para outros sites. Estas versões de demonstração apenas incluem mapas e personagens em destaque selecionados.

## Recepção
Muitos jogadores, comunicaram o seguinte: A natureza over-the-top da violência também é considerado bem-humorado; um dos jogadores afirmou que "É tão genuinamente difícil de jogar Happy Wheels e não apenas rir e rir das formas ridículas em que seu personagem pode ser rasgado em pedaços".
O jogo recebeu 73% de avaliação no Metacritic.